# Karl Franz (organist)
Karl Franz, född 1843 i Memel, död 1899 i Berlin, var en tysk musiker och filantrop.
Franz blev i sitt andra levnadsår blind. Han erhöll av sin far, som för ändamålet besökt flera blindanstalter, en god uppfostran, avlade 1864 organistexamen samt blev organist 1869 i sin födelsestad och 1877 vid domkyrkan i Berlin. Han bildade 1874 den ända till hans död av honom ledda allmänna blindföreningen i Berlin, som med framgång arbetade för sina medlemmars självhjälp.